# Klonselektionsteorin
Klonselektionsteorin (clonal selection theory) är teorin att kloner bildas slumpvis och sedan selekteras.
Om en ny antigen dyker upp finns det med säkerhet någon klon av B-celler som tillverkar antikroppar som passar någorlunda till just denna antigen. Då sker följande: 
B-cellerna stimuleras till celldelning och tillväxt (proliferation), klonen expanderar.
Beroende på omständigheterna skiftar klonen klass från IgM till IgG, IgE eller IgA, s.k. class shift.
Under expansionen sker smärre mutationer och de antikroppar som binder ännu bättre till antigenet stimuleras ännu mer. Affiniteten ökar alltså, detta kallas för affinitetsmognad.
Då klonen expanderat tillräckligt skiftar den från membranbundna till sekretoriska antikroppar. B-cellerna bli plasmaceller och producerar stora mängder antikroppar.
För att allt detta ska fungera fordras närvaro av vissa cytokiner som kommer från T-hjälparceller.